# Haški distrikt
Haški distrikt (albanski: Rrethi i Hasit) je jedan od 36 distrikata u Albaniji, dio Kukëskog okruga. Po procjeni iz 2004. ima oko 22.500 stanovnika, a pokriva područje od 374 km². 
Nalazi se na sjeveroistoku države, a sjedište mu je grad Krumë. Distrikt se sastoji od sljedećih općina:
- Fajzë
- Gjinaj
- Golaj
- Krumë